# Новые силы (группировка)
Новые силы (фр. Forces nouvelles) — коалиция вооружённых группировок, действовавшая в Кот-д’Ивуаре в годы Первой и Второй Ивуарийских войн. Сражалась против сил президента Лорана Гбагбо.

## История
19 сентября 2002 года на севере Кот-д’Ивуара вспыхивает вооруженное восстание. Костяком мятежников стали уволенные военнослужащие. Их руководителем был Робер Геи, но он погиб в первый день выступления. Новым лидером стал Гийом Соро. Он объединил антиправительственных боевиков в организацию «Патриотические силы», которая в декабре того же года вместе с другими оппозиционными группировками станет частью коалиции «Новые силы». Повстанцы захватили весь север страны, но были оставлены французскими войсками, которые вместе с миротворцами ООН расположились вдоль фронта.
К 2007 году «Новые силы» контролировали 60% территории государства (193 000 км²). Мятежники сохранили за собой северные районы даже после подписания мирного договора.
В 2010—2011 году, в связи со спором вокруг результата президентских выборов, военный конфликт вспыхивает вновь. «Новые силы» вместе с партией «Объединение республиканцев», заручившись военной помощью Франции и Украины, одержали победу в противостоянии с властями.  После войны многие повстанцы были интегрированы в ивуарийскую армию. В январе 2017 года ветераны «Новых сил» в рядах армии подняли мятеж, требуя улучшения условий жизни и повышения оплаты труда.

## Состав
Коалиция объединила вооружённые отряды таких политический партий как Патриотическое движение Кот-д’Ивуара, Ивуарийское движение Великого Запада и Движение за справедливость и мир. В рядах повстанцев действовали представители народов малинке, сенуфо, лоби, дьюла.

## Командование
Начальником штаба назначен генерал Сумайла Бакайок, а его заместителем — Иссиака Уаттара.

## Зонирование
Войска повстанцев были разбиты на десять зон, названых по соответствующим департаментам:
- Зона 1 (Боуна). Командующий Муру Уатарра. В начале восстание личный состав обладал большим количеством девушек. Женщины служили в подразделении «Атченге», что в переводе с мооре означает «мы идём туда».
- Зона 2 (Катиола). Командующий Эрве Пеликан Туре.
- Зона 3 (Буаке). Командующие Иссиака Уаттара ди Ваттао и Шериф Усман.
- Зона 4 (Манконо). Командующий Зуман Уаттара.
- Зона 5 (Сегела). Командующий Захария Коне, который считался одним из самых жестоких повстанческих командиров. Ходили слухи, что он обладаем магическими способностями. После конфликта с руководством был сослан в Буркина-Фасо, а на его место пришёл Иссиака Уаттара[8].
- Зона 6 (Ман). Командующий Лоссени Фофана.
- Зона 7 (Туба). Командующий Абудрахаман Траоре.
- Зона 8 (Одиенне). Командующий Усман Кулибали.
- Зона 9 (Бундиали). Командующий Гауссу Коне.
- Зона 10 (Корого). Командующий Фофие Мартин Куаку. За неоднократные военные преступления попал под санкции ООН.

В начале восстания зоны «Новых сил» были переданы в ведение оперативных командующих (ОК), а затем — в ведение зональных командиров (комзоны).

## Комментарии
1. ↑  Также встречается наименование в единственном числе («Новая сила»).